# 園池公致
園池 公致（そのいけ きんゆき、1886年4月29日 - 1974年1月3日）は東京府出身の小説家、子爵。

## 略歴
東京市麹町区平河町にて、子爵園池実康の長男として生まれる。学習院を中退し、1896年から1901年まで侍従職出仕として明治天皇に侍した。
里見弴たちと共に回覧雑誌『麦』を刊行。また『白樺』創刊に参加。
1919年、小説『一人角力』（ひとりずもう）が広津和郎に激賞される。晩年は安倍能成、和辻哲郎、武者小路実篤、竹山道雄たちと共に、著名な白樺派作家も参加した文芸誌『心』の同人だった。

## 親族
- 祖父 園池公静（きんしず）- 子爵、奈良県知事、侍従。
- 父 園池実康（さねやす）- 宮内省に勤務し、のち宮中顧問官となった。
- 母 正親町春香 - 権大納言正親町実徳の娘、伯爵正親町実正の妹。
- 弟 園池公功（きんなる）- 演出家、評論家、女子美術大学理事。
- 妻 園池茂子 - 衆議院議員竹尾茂二女[1]
- 長男 園池実覧（さねみ）- 応用物理学者、工学博士、中央大学名誉教授。
- 孫 園池公毅（きんたけ）- 植物生理学者、早稲田大学教授。